# Jorrit Kamminga
Jorrit Kamminga es el director de Investigaciones del Consejo Internacional sobre Seguridad y Desarrollo (ICOS, por sus siglas en inglés).
Fundado en 2002 como el Consejo de Senlis, ICOS es un think tank internacional que aborda temas de desarrollo y seguridad internacional. La organización tiene sedes en Kabul, Londres, Ottawa, Río de Janeiro, Bruselas y París, además de tener una presencia permanente en el sur de Afganistán, en las provincias de Helmand y Kandahar. Sobre el terreno, ICOS estudia los vínculos entre la seguridad, la pobreza, la cooperación al desarrollo y la política de drogas en zonas de conflicto como Afganistán, Somalia e Irak.

## Biografía
Nacido el 8 de noviembre de 1976, Jorrit Kamminga es un holandés que vive y trabaja desde hace el año 2002 en España, primero en Córdoba, después en Madrid y ahora en Valencia. Licenciado en Ciencias Políticas de la Universidad de Groninga, los Países Bajos, Jorrit Kamminga trabajó durante más de dos años en la sección política de la Embajada de los Países Bajos en Madrid. Desde el año 2003 trabaja para el Consejo de Senlis. Con frecuencia, el Sr. Kamminga está trabajando como investigador en y alrededor de Kabul y en el sur de Afganistán. En las provincias de Kandahar y Helmand participa en la distribución de alimentos y medicinas, la organización de encuestas y las investigaciones en el terreno.
Desde el año académico 2008/2009, Kamminga realiza un doctorado dentro del programa "La Europa de las Libertades"  (enlace roto disponible en Internet Archive; véase el historial, la primera versión y la última). en la Facultad de Derecho Constitucional, Ciencias Políticas y Administración de la Universidad de Valencia.

## Medios de comunicación
Desde 2005, Jorrit Kamminga ha participado continuamente como portavoz y experto en programas políticos de radio y televisión como Al Jazeera, BBC Mundo, CTV, CBC, France24, Channel One Russia, Voice of America, Islam Channel TV y Deutsche Welle. También fue entrevistado por El País, El Mundo, EFE, The Independent, The Guardian, Reuters, AP y otros periódicos nacionales y regionales.
Kamminga ha aportado artículos, artículos de opinión y cartas al director al El País, ABC, International Herald Tribune, The Washington Quarterly, The Times, The Independent,
También escribe regularmente para el Grupo de Estudios Estratégicos (GEES) en España.